# Clynotis saxatilis
Clynotis saxatilis là một loài nhện trong họ Salticidae.
Loài này thuộc chi Clynotis. Clynotis saxatilis được Arthur T. Urquhart. miêu tả năm 1886.